# فرایند رستوران چینی
در نظریه احتمالات، فرایند رستوران چینی یک فرایند تصادفی زمان-گسسته است. در هر لحظه مانند n مقدار فرایند یک افراز مجموعه Bn روی مجموعهٔ {1،  2،  3،  ...، n} است که توزیع احتمال آن‌ها به صورت زیر بدست می‌آید:
در لحظهٔ n = 1 مجموعهٔ { {۱} } با احتمال ۱ انتخاب می‌شود. در لحظهٔ n + 1 المان جدید را:
1. یا به یکی از بلوک‌های افزار Bn با احتمال |b|/(n + 1) اضافه کن (که در آن |b| اندازهٔ بلوک است.)
2. بلوکی جدید برای افرازها با احتمال 1/(n + 1) ایجاد کن.

## فرایند بوفهٔ هندی
می‌توان فرایند رستوران چینی را این‌گونه تغییر داد، که به جای اینکه هر داده دقیقاً به یک افراز نسبت داده شود، می‌تواند به صورت کسری بین افرازها تقسیم شود. اکنون به جای اینکه مسئله را با یک رستوران چینی تصور کنیم، می‌توان این‌گونه توضیح داد: رستورانی داریم که در آن بی‌نهایت نوع غذا سرو می‌شود. هرکس می‌تواند از مجموعه‌ای از غذاها امتحان کند؛ احتمال انتخاب غذا متناسب با میزان محبوبیت آن است. چنین فرایندی فرایند بوفهٔ هندی نام دارد.

## کاربردها
فرایند رستوران چینی ارتباط بسیار نزدیکی با فرایند دیریکله و مدل گلدان پولیا دارد و بنابرین آمار بیزی. فرایند رستوران چینی تعمیم یافته ارتباط نزدیکی به فرایند پیتمن-یور دارد. این فرایند در بسیار از مسئله‌ها کاربرد دارد؛ مانند مدل‌سازی متن‌ها، خوشه بندی دادهای‌های بیولوژیکی میکروآرایه‌ها و غیره...